# 원응희

원응희(元鷹熙, 1939년~2004년 5월 5일)은 조선민주주의인민공화국의 군인 및 정치인이다.

## 생애
1939년 일제강점기 말에 조선 함경북도에서 태어났다. 프룬제 아카데미아 출신 장교 쿠데타 모의 사건을 색출한 인물이다. 김일성과 김정일을 보좌하였으며, 특히 김정일이 주도한 선군정치를 실무지휘한 인물이다. 군 경력 이외에도 최고인민회의 대의원을 2번 지냈다. 2003년 보위사령관에서 해임되었으며, 2004년 건강 악화로 사망하였다.

## 경력
- 1983.10 인민군 소장
- 1988. 3 당 중앙위 후보위원
- 1990. 4 최고인민회의 제9기 대의원
- 1990. 공군사령부 정치위원
- 1990. 인민무력부 보위국장, 인민군 중장
- 1991.12 당 중앙위 위원, 인민군 상장
- 1992.～93. 인민군 총참모부 보위국장
- 1994. 7 인민군 대장
- 1994. 7 김일성 국가장의위원회 위원
- 1995.12 인민무력부 보위사령관
- 1998. 9 최고인민회의 제10기 대의원